# MS Astoria
Astoria (pierwotnie Stockholm) – statek wycieczkowy zwodowany w 1948, najstarszy statek we współczesnej światowej flocie wycieczkowej.
25 lipca 1956 na Atlantyku w pobliżu wybrzeży USA uczestniczył (jako szwedzki statek pasażerski linii Svenska Amerika Linien) w kolizji z włoskim transatlantykiem SS Andrea Doria, w wyniku której Andrea Doria zatonął. Stockholm utrzymał się na wodzie; z poważnie uszkodzonym dziobem (i częścią rozbitków ze statku włoskiego na pokładzie) dotarł do Nowego Jorku, gdzie po trzech miesiącach został kosztem miliona dolarów wyremontowany.
Następnie Stockholm kupiła NRD, gdzie pływał jako wycieczkowiec Voelkerfreundschaft (niem. Przyjaźń Narodów), wyłącznie do portów w krajach socjalistycznych.
W 2008 roku pływając pod portugalską banderą statek został zaatakowany przez piratów w Zatoce Adeńskiej. Otoczyło go 29 jednostek pirackich. Załoga broniła się przed piratami za pomocą armatki wodnej do czasu dotarcia na miejsce samolotu patrolowego US Navy P-3 Orion, który odstraszył piratów.
Po licznych zmianach właścicieli i imion, a także po przebudowach zmieniających jego wygląd i zwiększających pojemność rejestrową (z początkowej 11 700 do 15 614 BRT), od 2016 pływa jako Astoria.
Statek ma na swych siedmiu pokładach m.in. 3 bary, 2 restauracje, dyskotekę, teatr i kasyno.
2025